# Donata Hopfen

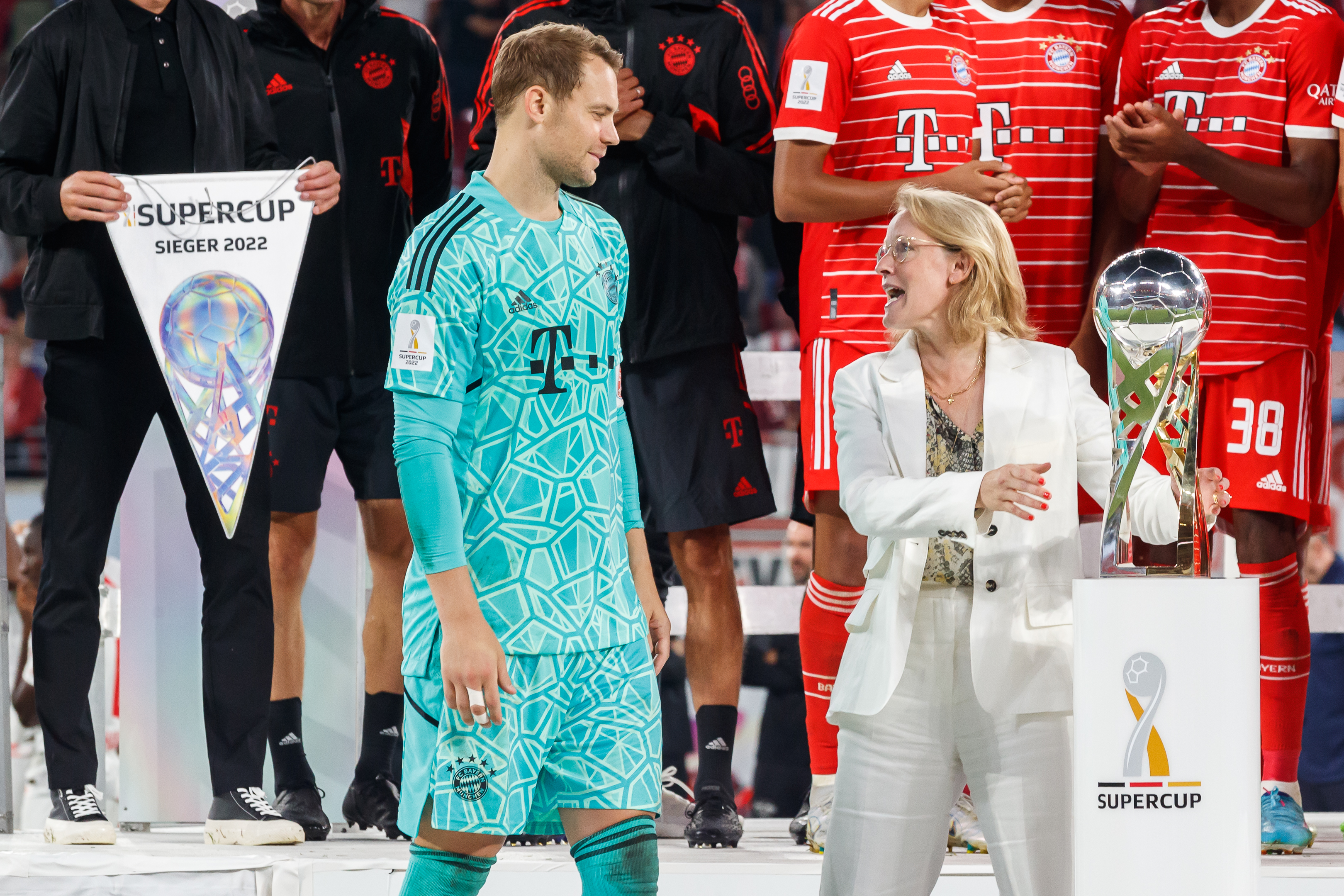
Donata Hopfen übergibt den Supercup-Pokal 2022

Donata Hopfen (* 19. März 1976 in Hamburg) ist eine deutsche Digitalberaterin. Sie war von Januar bis Dezember 2022 Vorsitzende der Geschäftsführung der Deutschen Fußball Liga.

## Leben und Karriere
Hopfen studierte europäische Betriebswirtschaft (International Business Administration) an der European Business School in Madrid und Reutlingen und begann ihre  berufliche Karriere im Jahr 2000 beim Beratungsunternehmen Accenture. Im Jahr 2003 wechselte sie zum Medienkonzern Axel Springer, für den sie 15 Jahre lang arbeitete und u. a. das Digitalgeschäft der Bild leitete, ehe sie 2014 zur Vorsitzenden der Verlagsgeschäftsführung der Bild-Gruppe berufen wurde. Ab 2017 arbeitete Hopfen als CEO von Verimi, einer branchenübergreifenden Registrierungsplattform. Seit Sommer 2019 war sie als Digitalberaterin im Berliner Büro von BCG Digital Ventures tätig, einer Tochter der Boston Consulting Group.
Ab dem 1. Januar 2022 war sie Geschäftsführerin der Deutschen Fußball Liga (DFL). Ihr Vertrag lief ursprünglich bis zum 31. Dezember 2024, sie legte das Amt jedoch vorzeitig zum Jahresende 2022 aufgrund von Differenzen mit dem Aufsichtsrat über die strategische Ausrichtung der DFL nieder. Sie selbst äußerte in einem Statement auf LinkedIn, dass sie in der Zeit bei der DFL viel bewegt habe.
Seit Januar 2025 ist Hopfen Mitglied des Aufsichtsrats von Hellas Verona.
Hopfen ist verheiratet und Mutter von 2016 geborenen Zwillingen.

## Auszeichnungen
Hopfen wurde vom Fachmedium Horizont als Medienfrau des Jahres 2014 ausgezeichnet.